# Меендсен-Болькен, Вильгельм
Вильгельм Меендсен-Болькен (нем. Wilhelm Meendsen-Bohlken) — немецкий военный моряк, вице-адмирал.
25 августа 1942 года немецкий карманный линкор «Адмирал Шеер» под командованием Вильгельма Меендсена-Болькена вступил в бой со слабо вооруженным советским пароходом-ледоколом «Александр Сибиряков» и потопил его.
15 мая 1944 награждён Рыцарским крестом.
С 16 июля 1944 года командующий флотом.
В 1945 году после капитуляции Германии попал в американский плен, 5 декабря 1946 года выпущен на свободу.